# 擬音楽器
擬音楽器（ぎおんがっき）とは、波の音、風の音、鳥や虫の音などの日常的な音を表現するための楽器である。楽曲上で演奏する際に用いられるほか、演劇などでの効果音にも用いられる。

## 打楽器
- サーフドラム（オーシャンドラム） - 波の音
- ウィンドマシーン - 風の音
- レインスティック（英語版） - 雨の音。サボテンの中をくりぬいて小石をたくさん入れたもの[1]。
- サンダーシート（サンダーマシーン） - 雷鳴の音
- 雨うちわ - 雨の音[2]
- かえる　- アカガイの貝殻をこすり合わせ、かえるの声を再現した[3]
- 松虫 - 小形の伏せ鉦を撞木で鳴らす[4]

## 管楽器
管楽器に分類される擬音楽器として擬音笛がある。擬音笛は鳥や昆虫の鳴き声に近い音色の音が出る笛である。鳥の鳴き声がするものは鳥笛、バードホイッスルともいう。擬音笛は演劇などで用いられることもあるほか、玩具としても扱われる。代表的なものに水笛（みずぶえ）がある。

### 水笛

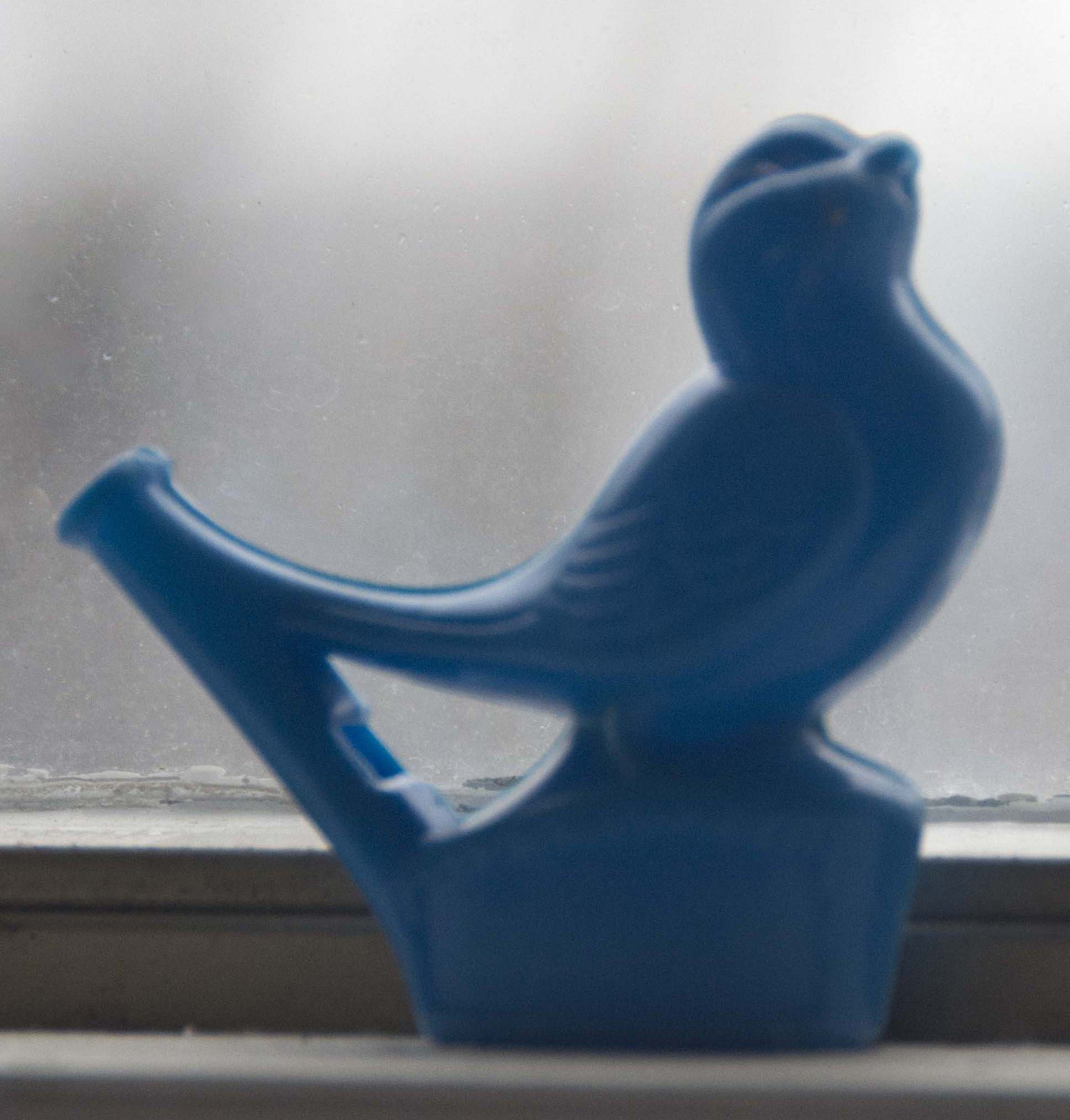
プラスチックのウグイス笛（水笛）

竹製、金属製、プラスチック製の筒状あるいは球状の本体となる容器部分に水を入れて管の部分を吹くと小鳥の鳴き声がするもの。容器の中に球体が入っているものもある。縁日などで販売される。

### その他の擬音笛
- あひる笛
- うぐいす笛
- うずら笛
- かっこう笛
- かなりや笛
- からす笛
- しぎ笛
- とんび笛
- はと笛
- 虫笛

## その他
- 櫓音、きしみ - 木を組んだ楽器で、船を漕ぐ音や、きしむ音を出す。